# Winnipeg Blue Bombers

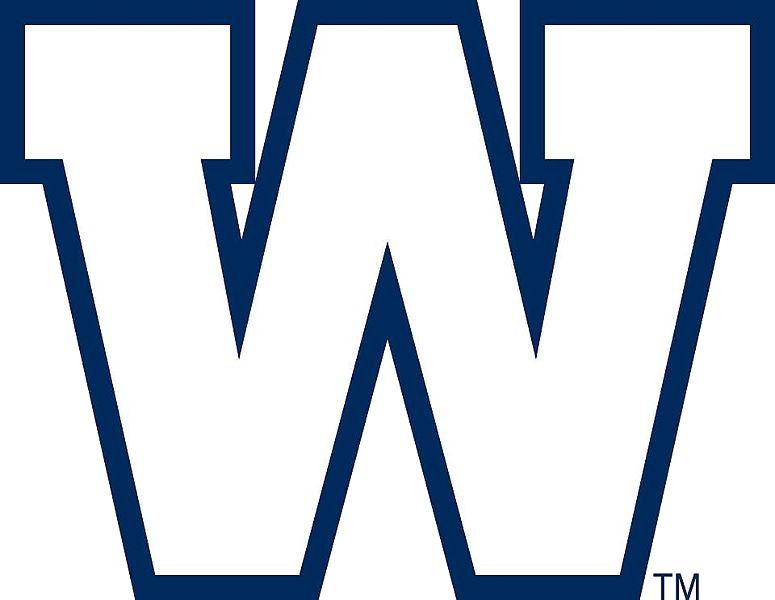
Logo Winnipeg Blue Bombers

Winnipeg Blue Bombers je profesionální tým kanadského fotbalu, který vznikl v roce 1930 jako jeden z nejmladších týmů Kanadské fotbalové ligy. V současné době hraje tým domácí CFL v západní divizi. Tým Blue Bombers dokázal za svou existenci vyhrát desetkrát Grey Cup, byli také prvním týmem mimo provincie Québec a Ontario, který dokázal vyhrát ligu. Od roku 2013 odehrává domácí zápasy na stadiónu Investor Group Field, jehož je kapacita je 40 000 diváků.